# 보리스 코코레프
보리스 보리소비치 코코레프(러시아어: Бори́с Бори́сович Ко́корев, 1959년 4월 20일~2018년 10월 22일)는 러시아의 사격인으로 주 종목은 권총이다. 1996년 하계 올림픽 50m 권총 금메달을 획득했다.